# 다크 크리스탈
《다크 크리스탈》(The Dark Crystal)은 영국에서 제작된 게리 커츠 감독의 1982년 애니메이션, 모험, 가족, 판타지 영화이다. 짐 헨슨 등이 주연으로 출연하였고 짐 헨슨 등이 제작에 참여하였다.

## 출연

### 주연
- 짐 헨슨
- 캐스린 뮬렌

### 조연
- 프랭크 오즈
- 데이브 고엘즈
- 스티브 휘트미어
- 루이즈 골드
- 브라이언 뮤엘
- 마이크 퀸
- 팀 로즈
- 허스 레반트
- 데이빗 그리너웨이
- 키런 샤
- 마이크 에드몬즈
- 딥 로이
- 잭 퍼비스
- 제럴드 스태드던
- 마이크 코트렐
- 존 가밴
- 애니 존스
- 리사 맥스웰
- 빌리 화이트로우
- 베리 데넨
- 제리 넬슨
- 틱 윌슨
- 존 배드델리
- 데이빗 벅
- 찰스 콜링우드
- 숀 바렛
- 패트릭 몬턴
- 조셉 오코너

## 기타
- 협력프로듀서: 던컨 켄워시
- 협력프로듀서: 브루스 샤만
- 미술: 해리 랭